# Фоні Бінтанг-Карена
Фоні Бінтанг-Карена — один з 6 районів округу Західний Гамбії. Населення — 15 994 (2003). Фульбе — 4,84 %, мандінка — 22,37 %, 66,28 % — Діола (1993).